# Mega Man: The Wily Wars
Mega Man: The Wily Wars, conocido en Japón y en algunas partes de América Latina como Rockman Mega World (ロックマンメガワールド Rokkuman Mega Wārudo?), es un remake en 16-bits para Mega Drive de los videojuegos Mega Man, Mega Man 2 y Mega Man 3, que originalmente habían sido publicados para la videoconsola NES.
The Wily Wars salió en cartucho únicamente en Japón, en 1994, y Europa, en 1995, por lo que jamás fue vendido como un cartucho en Estados Unidos y solo se hallaba disponible por descarga gracias al servicio de Sega Channel en 1995.
En 2012, fue relanzado en la nueva consola portátil de Sega, Sega Handheld, esta sería la primera ocasión en que este título sale en Norteamérica.

## Modo de juego
Mega Man: The Wily Wars es un título cocreado entre Capcom y SEGA, gracias a lo cual este videojuego solo salió para su consola exclusiva, Sega Mega Drive. Por tanto, el remake resultó en una re-adaptación en 16-bits con una velocidad de 60 Hercios en la región NTSC. Sin embargo, la versión europea que utiliza la Sega Mega Drive solo corre a 50 Hertz por la región PAL, causando varias y severas ralentizaciones en la velocidad, sonido y efectos del videojuego.

### Diferencias de la versión
Uno de los principales problemas que ocurren con la mejora gráfica, son la limitación de disparos por cuadro que ocurre por la sobrecarga de sprites en pantalla. Los sprites de Mega Man han sido re-acomodados y mejorados, por lo que la animación de movimiento es más extensa que en la versión de NES, provocando una jugabilidad más "dura".
Existen excesivas ralentizaciones en el juego, esto sucede en puntos críticos donde hay demasiados elementos en pantalla, un buen ejemplo de ello, es Yellow Devil, que gracias a su constante movimiento de esferas múltiples causa que los movimientos bajen a la mitad de su velocidad.
En general, los remakes están más basados en las versiones japonesas que en las americanas; lo más notable es la ausencia del MODO NORMAL de Mega Man 2; las pantallas de título son de las versiones japonesas.

### Prueba de Sonido
Uno de los varios menús de Mega Man: The Wily Wars es el SOUND TEST, aquí escogemos un número y escuchamos cualquiera de los OST's remasterizados y/o efectos de sonido. Además de las músicas de los 3 títulos, se hallan los OST's extras de The Wily Wars.
- En el Menú de Selección de Armas, Rush es de color azul.

### Wily Tower
Wily Tower es un juego de bonificación opcional desbloqueado después de terminar los tres juegos de Mega Man en el mismo archivo. Tras haberlo salvados y culminado cierto juego, te aparecerá el mensaje ALL CLEAR, una vez que tengas los 3 mensajes, en tu archivo se hallará una 4.º bloque extra llamado WILY TOWER.
En el Modo Wily Tower tendremos que enfrentar a 3 nuevos jefes conocidos como la Unidad Génesis, además de otros nuevos 4 Escenarios en una fortaleza llamada "Wily Tower", de aquí viene el nombre del este bonus. Una vez allí, el Dr. Light aparecerá en el MENÚ DE LABORATORIOS LIGHT, en la que podemos escoger hasta 8 Armas Especiales de los 22 Robot Master de los 3 juegos; y 3 ítems de soporte que hemos hallado en los mismos.

## Historia
Luego de haber fallado tantas veces y ver frustrados sus planes por culpa de Mega Man, el Dr. Wily decide, utilizando la tecnología de la Espumadera del Tiempo que robó relativamente hace poco, construir su propia máquina del tiempo. El Dr. Wily se teletransporta al pasado restaurando a todos sus robots derrotados y comienza a causar caos al alterar el pasado. El Dr. Light, preocupado de que Wily al fin completara sus ambiciones, elabora a toda prisa una máquina de tiempo experimental para Mega Man, quien es enviado al pasado y tiene que volver a vivir las 3 primeras guerras que ocasionó el Dr. Wily y restablecer la continuidad del tiempo.